# Mahō shōjo Lyrical Nanoha
Mahō shōjo Lyrical Nanoha (魔法少女リリカルなのは?, Mahō shōjo ririkaru Nanoha) è una serie animata giapponese prodotta nel 2004 dallo studio Seven Arcs come spinoff della serie di videogiochi e OVA Triangle Heart.
Un seguito, Mahō shōjo lyrical Nanoha A's, è stato mandato in onda in Giappone da ottobre a dicembre 2005. Una terza serie intitolata Mahō shōjo lyrical Nanoha StrikerS ha cominciato ad andare in onda il 1º aprile 2007. Numerosi manga e Drama CD completano la serie aggiungendo nuovi elementi.

## Trama
Nanoha Takamachi è una bambina che frequenta la terza elementare e che vive con i suoi genitori, che gestiscono un bar, la sorella maggiore, frequentante le superiori, e il fratello, studente universitario. La normale vita di Nanoha cambia quando sente una strana voce che la chiama mentre stava tornando a casa da scuola e che si conclude con il recupero di un furetto ferito (che si svela in realtà essere un ragazzo di nome Yūno, archeologo proveniente da un altro mondo). In questo modo Nanoha ottiene un cristallo magico chiamato Raising Heart (レイジングハート?, Reijingu Hāto), che le conferisce dei poteri magici.
Dopo il loro incontro, Nanoha e Yūno, cominciano a recuperare i ventuno "Jewel Seeds" (ジュエルシード?, Jueru Shīdo), potenti cristalli perduti del mondo originario di Yūno. Questi cristalli possiedono il potere di esaudire i desideri e possono essere molto pericolosi in mani sbagliate. Sfortunatamente Nanoha e Yūno non sono gli unici che cercano di recuperare i Jewel Seeds, sulle loro tracce vi è anche Fate Testarossa, una ragazza straniera.

### Differenze daTriangle Heart
La serie Mahō shōjo Lyrical Nanoha è chiaramente ambientata in un universo alternativo a quello di Triangle Heart. Nella serie animata Nanoha, la ragazza con poteri magici è la protagonista, mentre Kyōya e Miyuki sono ridotti a personaggi minori.
Shirō Fuwa in questo contesto ha sempre avuto cognome Takamachi ed è sopravvissuto alla sua originale ferita fatale, sono stati inoltre aggiunti nuovi personaggi quali Fate Testarossa, mentre altri quali Fiasse Crystela sono stati rimossi.

## Personaggi
Nanoha Takamachi (高町 なのは?, Takamachi Nanoha)
È una normale bambina delle elementari, che però rispetto ai propri familiari e conoscenti, non ha uno scopo nella propria vita. Tutto questo va avanti fino a quando incontra Yūno e scopre di avere una forte predisposizione alla magia, Nanoha attiva Raiging Heart datogli Yūno e accetta di aiutarlo a cercare i Jewel Seeds. Ha un carattere profondo e troppo credulone, ma ha un fortissimo istinto che la aiuterà a scoprire il proprio destino. A causa dell'intensivo uso di potenti attacchi a distanza, Nanoha è stata soprannominata "Ragazza-cannone demoniaco" (魔砲少女?, Ma hō shōjo), un gioco di parole visto che in giapponese la parola suona identica a "ragazza magica" (魔法少女?, Mahō shōjo).
Yūno Scrya (ユーノ・スクライア?, Yūno Sukuraia)
Yūno è un mago proveniente da Midchilda, e ha la stessa età di Nanoha. Nonostante la sua giovane età, lavora come archeologo e ha scoperto un gruppo di antichi e potenti artefatti (il cui termine magico è Lost Logia) conosciuti comunemente come Jewel Seeds. Quando il Time-Space Administration Bureau perse questi artefatti, Yūno venne sulla terra per confermare la loro posizione. Mentre fuggiva da dei mostri fu ferito e riuscì a trasformarsi in un furetto per salvarsi. Diventerà una specie di famiglio per Nanoha.
Fate Testarossa (フェイト・テスタロッサ?, Feito Tesutarossa)
Pur se abusata da sua madre, Fate rimane ciecamente fedele a Precia e la aiuta a cercare i Jewel Seeds. Questa ricerca la porterà a scontrarsi con Nanoha, in cui riconoscerà la sua rivale naturale e si batterà contro di lei. Nonostante questo, dato che Nanoha persiste nel provare a capire le sue motivazioni e a diventare sua amica, Fate si scontra con la scioccante verità attorno a lei e deve decidere cosa fare della sua vita.
Arf (アルフ?, Arufu)
Ragazza-cane e famiglio di Fate. Il suo disprezzo nei confronti di Precia è reciproco, ma non può fare niente per proteggere Fate da sua madre. Arf sfoga questa rabbia contro i suoi nemici. È molto gentile e protettiva nei confronti di Fate.
Precia Testarossa (プレシア・テスタロッサ?, Pureshia Tesutarossa)
Precia è una maga residente nel Garden of Time. Diventata pazza quando la sua figlia Alicia muore, istruisce l'altra figlia Fate su come ricercare i Jewel Seeds e sfoga su di lei la sua rabbia animale quando non la soddisfa. Precia vuol disperatamente i Jewel Seeds per resuscitare Alicia, arrivando al punto di non esitare a rimuovere qualsiasi ostacolo dal suo cammino. Un tempo gentile ed equilibrata, ora ha perso ogni traccia di quel suo passato.

## Critica
La serie pur avendo molti tratti in comune con gli anime contenenti ragazze con poteri magici, differisce in alcuni punti chiave. In primo luogo, Nanoha basa la sua magia sulla tecnologia, invece che sui tradizionali elementi magici presenti negli altri anime. Inoltre la serie è calibrata minuziosamente per riflettere la più ampia destinazione editoriale, dai ragazzi a uomini adulti, invece che il tradizionale pubblico femminile tipico di questa tipologia di anime. E come ultimo punto la trama tratta temi più profondi rispetto alle altre, trovandosi a contatto con temi quali alienazione sociale o abusi su minori.

## Colonna sonora
Sigla di apertura
innocent starter di Nana Mizuki
Sigla di chiusura
Little Wish ~lyrical step~ di Yukari Tamura
Canzone di intermezzo (nell'episodio 12)
Take a Shot di Nana Mizuki